# Ron Kind
Ronald James "Ron" Kind, född 16 mars 1963 i La Crosse, Wisconsin, är en amerikansk demokratisk politiker. Han representerar Wisconsins tredje distrikt i USA:s representanthus sedan 3 januari 1997.
Kind avlade 1985 sin kandidatexamen vid Harvard University, 1986 sin master vid London School of Economics och 1990 sin juristexamen vid University of Minnesota. Han arbetade sedan som advokat och som åklagare i La Crosse.
Republikanen Steve Gunderson bestämde sig för att inte ställa upp till omval i kongressvalet 1996. Kind vann valet och efterträdde sedan Gunderson som kongressledamot.
Kind är lutheran och hans församling hör till Wisconsin Evangelical Lutheran Synod.
Han är gift med Tawni Zappa sedan 1994 och har två barn.